# Église d'Hätilä
L'église d'Hätilä (en finnois : Hätilän kirkko) est une église évangélique-luthérienne située dans le quartier d'Hätilä à Hämeenlinna en Finlande.

## Présentation
L'église d'Hätilä, située dans la partie orientale de la ville près d'Aulangontie, est conçue par l'architecte Mika Erno et construite en 1956.
Le retable de l'église est une donation à la paroisse de 1859 et est une copie du tableau la Cène de Léonard de Vinci.
La salle paroissiale est au deuxième étage. Le bâtiment dispose également d'autres espaces de rassemblement, où se réunissent le club de jour, l'école du dimanche, la patrouille et le club des personnes âgées.
L'orgue mécanique à 12 jeux de l'église a été construit par la fabrique d'orgues de Kangasala en 1971.
L'église de Hätilä a été momentanément complètement fermée en raison de dégâts dus à l'humidité qui ont nécessité des réparations à l'automne 2014.
Fin 2018, il a été annoncé que l'église allait être rénovée et rouverte au public.